# Феноменологическая редукция
Феноменологическая редукция — одно из центральных понятий феноменологии Гуссерля, связанное с процессом освобождения сознания от натуралистической установки. Истоки этой практики можно обнаружить в радикальном сомнении Декарта. Феноменологическая редукция дословно означает редукцию вещей к феноменам и вынесение за скобки обсуждения их реального статуса. Этот переход от естественной установки к трансцендентально-феноменологической Гуссерль называет «коперниканским переворотом».
Феноменологическая редукция производится наряду с эпохе — воздержанием от предварительных суждений о реальном мире.
«Феноменологическая редукция» в целом — совокупность различных редукций: феноменолого-психологической, эйдетической и трансцендентальной. Феноменолого-психологическая и эйдетическая редукции позволяют осуществить поворот от восприятия мира в естественной установке к сосредоточению на самих переживаниях сознания, а затем и перейти от рассмотрения переживаний в их индивидуальности к усмотрению их сущностей. Далее трансцендентальная редукция открывает чистое сознание: эмпирические компоненты сознания выносятся за скобки, существование эмпирического субъекта и феномены его психической жизни перестают быть предметом внимания. Обнаруживается ноэтико-ноэматическая структура сознания.

## Естественная и феноменологическая установки
В естественной установке вещи даны мне как существующие вне моего сознания, в пространстве и времени. Я вижу их не как образы, находящиеся в моём сознании, а как трансцендентную моему сознанию физическую действительность. Переходя от восприятия мира (в естественной установке) к сосредоточению на самих переживаниях сознания (в рефлексии), мы получим возможность осуществления феноменологической редукции.
Рефлексия — это «поворот взгляда — от чего-либо сознаваемого к сознанию такового»: от воспринимаемого в естественной установке предмета к акту восприятия (т.е от предмета, находящегося там, в пространстве, — к предмету как восприятию предмета, находящемуся в сознании), от того, о чём судится в суждении, к значению этого суждения в логическом смысле, и т. п. Таким образом, в рефлексии переживание сознания само становится интенциональным предметом.
Рефлексия — это имманентно направленные акты, то есть такие, «что их интенциональные предметы… принадлежат к тому же потоку переживаний, что и они сами».

## Феноменолого-психологическая редукция
Совершая феноменолого-психологическую редукцию, мы выключаем естественную установку: как бы заключаем в скобки мир, вещи в естественной установке, воздерживаемся от суждения об их физическом, «пространственно-временном существовании здесь», «от принятия решения о бытии или небытии мира» — и направляем взор не на воспринимаемое, а на само восприятие (феномен, переживание сознания). Происходит редукция трансцендентного «к чисто психическому»; «является не [внешний] мир или часть его, но „смысл“ мира». Если в естественной установке осознавался интенциональный предмет, трансцендентный акту, то теперь внимание переносится на акт, в котором он является. Мы не живём в интенциональных актах, не растворяемся в них, а рефлектируем относительно них. Теперь не имеет значения «реальное существование», то есть не окажется ли наблюдаемое галлюцинацией, иллюзией и т. п., — феноменологический состав восприятия от этого не зависит. Мы рассматриваем восприятие красного цвета, а не сам этот трансцендентный воспринимаемый цвет, присущий реальному предмету.
Иными словами, мы совершаем феноменологическую эпохе́ (эпохе́ — воздержание от суждения, которое «совмещается с непоколебленной или даже непоколебимой — ибо очевидной — убежденностью» в его истинности). Мы не отбрасываем присущее феномену (переживанию сознания) указание на существование действительной вещи, но лишь воздерживаемся от суждения об этом и ограничиваемся самим феноменом, а это указание рассматриваем как его часть.
Я смотрю на всё как бы во сне, в грёзах: внешнего пространственно-временного мира нет, остались только переживания как факты моего сознания, «„состояния“ такого-то человеческого „я“, в смене которых изъявляют себя тождественные психические свойства человека». То есть я продолжаю существовать как конкретная душа, эмпирический субъект, в сознании которого имеют место причинно связанные друг с другом конкретные переживания (как конкретные факты, а не как сущности), — хотя и как бы при отсутствии внешнего мира, а значит, и при отсутствии собственного тела.
При осуществлении феноменолого-психологической редукции «выключению» подлежат и все науки о природе, а также науки о духе (поскольку они все также основаны на естественной установке).

## Эйдетическая редукция
Эйдетическая редукция — очистка феноменов сознания от фактичности. Проведение феноменолого-психологической редукции очистило феномены от внешней реальности, превратив их в переживания сознания, однако они остались фактами сознания, реальностями сознания. В модусе же эйдетической редукции «мы можем пренебречь фактической стороной наших феноменов и использовать их только как „примеры“». Иначе говоря, переживания сознания берутся не как данные конкретные явления, существующие в данный момент времени, а как таковые, как вневременные сущности, «просто как пример определённой почвы для идеации». «Феноменологическая редукция открывает феномены действительно внутреннего опыта; эйдетическая редукция — сущностные формы сферы психического бытия». «Становится явной типическая особенность любого психического факта».
Итак, эйдетическая редукция — это переход при рассмотрении переживаний сознания от экзистенции к эссенции, от фактов к их сущностям (эйдосам), усматриваемым в идеации.
Чистая феноменология «имеет дело исключительно с переживаниями, постигаемыми в интуиции и анализируемыми в чистой сущностной всеобщности, но не с эмпирическими апперцепируемыми переживаниями как реальными фактами, то есть переживаниями переживающих людей или животных в являющемся мире, положенном как факт опыта».
См. также: Идеация (философия)

## Трансцендентальная редукция
После феноменолого-психологической редукции, «выключившей» естественную установку, внешнего мира для нас больше нет, мы ограничены внутренним опытом, полем сознания, оно стало нашей «действительностью». Необходимо сделать теперь само сознание (cogito), его содержание предметом исследования: тот удивительный факт, что я что-то сознаю, переживаю, даже независимо от того, соответствует ли этим переживаниям некая действительность. Нужно проделать теперь с самим сознанием (как сознанием эмпирического субъекта) то же, что ранее с естественным внешним миром.
Феноменолого-психологическая редукция, даже вместе с эйдетической, ещё ограничена реальным миром (как смысловым горизонтом «внутреннего» опыта субъекта, поскольку субъект психической жизни по-прежнему мыслится как часть этого мира). Трансцендентальная же редукция (альтернативные термины: трансцендентально-феноменологическая редукция; трансцендентальная эпохе́) ставит вопрос о том, что вообще есть сознание и реальный мир, «проявляющийся» в сознании. Этот вопрос также охватывает и бытие любого идеального мира (мира сущностей) и его «бытие-для-нас». Сущности, хотя и не являются частью реальности, воспринимаемой в естественной установке, тем не менее так же чужды, трансцендентны непосредственному составу сознания, как и реальные вещи.
Факты внутреннего опыта и «психологическое Я», оставшиеся после феноменолого-психологической редукции, также оказываются частью мира, трансцендентного по отношению к трансцендентальному Я. Теперь же мы выключаем не только внешний мир, но и внутренний, то есть эмпирическую субъективность.

«Трансцендентальная редукция может рассматриваться как продолжение редукции психологического опыта. Универсальное достигает теперь следующей стадии. Отныне „заключение в скобки“ распространяется не только на мир, но и на сферу „душевного“. Психолог редуцирует привычный устойчивый мир к субъективности „души“, которая сама составляет часть того мира, в котором она обитает. Трансцендентальный феноменолог редуцирует психологически уже очищенную субъективность к трансцендентальной, то есть к той универсальной субъективности, которая конституирует мир и слой „душевного“ в нём».
— Гуссерль Э. Феноменология: [Статья в Британской энциклопедии]. §3
Трансцендентальная редукция обнаруживает не только «бесплотное», но и «бездушное» сознание, то есть не конституирующее «эмпирического „я“-субъекта» так же, как вещные переживания конституируют интенциональные предметы. Сознание теперь берётся не как психические переживания некоего живого существа, «составляющие душевной жизни человека», «„состояния“ такого-то человеческого „я“, в смене которых изъявляют себя тождественные психические свойства человека», а как «абсолютные», «чистые переживания», «чистое, или трансцендентальное» (абсолютное, трансцендентально чистое) сознание — сознание в себе самом, полностью очищенное от реальности. Остаётся «чистое переживание акта» и чистое «Я» — происходит переход от эмпирического сознания и эмпирического «Я» к чистому сознанию и чистому «Я». Бытие трансцендентального ego и его cogitationes (взятых, разумеется, как сущности) — аподиктическая очевидность, которая не могла быть обнаружена до трансцендентальной редукции, так как не является частью объективного мира. «Таким образом, в действительности естественному бытию мира — того, о котором я только и веду и могу вести речь, — в качестве самого по себе более первичного бытия предшествует бытие чистого ego и его cogitationes. Естественная почва бытия по своей бытийной значимости вторична, она всегда предполагает трансцендентальную».
Таким образом, трансцендентальная редукция вскрывает ноэтико-ноэматическую структуру сознания. На месте воспринимаемого в естественной установке мира теперь — в чистом сознании — остаётся его смысл (ноэма). «Трансцендентальная редукция совершает εποχή касательно реальности, — однако к тому, что сохраняет она от действительности, принадлежат ноэмы с заключенным в них ноэматическим единством, а тем самым и тот способ, каким именно сознается и в специфическом смысле дается реальное в сознании».

## Феноменологическая редукция как ряд «выключений»
Осуществляя феноменологическую редукцию, мы «выключаем» всё трансцендентное по отношению к чистому сознанию, за исключением некоторых сущностей и чистого «я».
Трансцендентны сознанию:
- Естественный мир, природа (в том числе всё в мире, что наделено ценностными и практическими характеристиками — и, соответственно, культура, наука). Их выключение — это основная редукция[26].
- Бог (Бог — говорит Гуссерль — это абсолютное в ином смысле, чем сознание, и трансцендентное в ином смысле, чем мир).
- Сущности (ведь они «не обретаются в нём [сознании] реально»[27], содержание сознания — лишь «показательные случаи» сущностей[28]). Все сущности выключать не следует, иначе останется чистое сознание, но не будет науки о нём.
- Чистое «Я» («своеобразная трансценденция, — в известном смысле не конституированная, — трансценденция в пределах имманентности»). Чистое «Я» мы выключать не вправе, так как оно играет «существенную роль во всякой cogitatio».